# Stazione di Marrakech
La stazione di Marrakech è una delle stazioni più importanti del Marocco, registrando un traffico passeggeri di più di 3 milioni di viaggiatori l'anno. Attualmente è il capolinea sud del sistema ferroviario marocchino. Da Marrakech c'è un collegamento diretto con le stazioni di Casablanca e Fès.

## Storia
Costruita nel 1923, durante gli anni del protettorato francese, la stazione si trova nei pressi del centro cittadino e del Théatre Royale, all'incrocio tra l'avenue Hassan II e l'avenue Mohammed VI. È stata completamente rinnovata nel 2008 e inaugurata il 10 agosto.
La nuova stazione è più larga ed è stata costruita in previsione dell'estensione della rete ferroviaria verso Agadir e Laayoune.
Ogni giorno 16 treni partono alla volta di Fes via Casablanca, e altri due raggiungono Tangeri.

## Caratteristiche
Si estende su una superficie globale di 25.000 m² ed è composta da:
- Una sala viaggiatori all'ingresso di 1.250 m²
- Diversi sportelli di biglietteria, di accoglienza e di informazione
- Uno spiazzale esteso su 5.000 m²
- Una galleria di negozi al coperto, su due piani di una superficie totale di 2.800 m²

## Galleria d'immagini

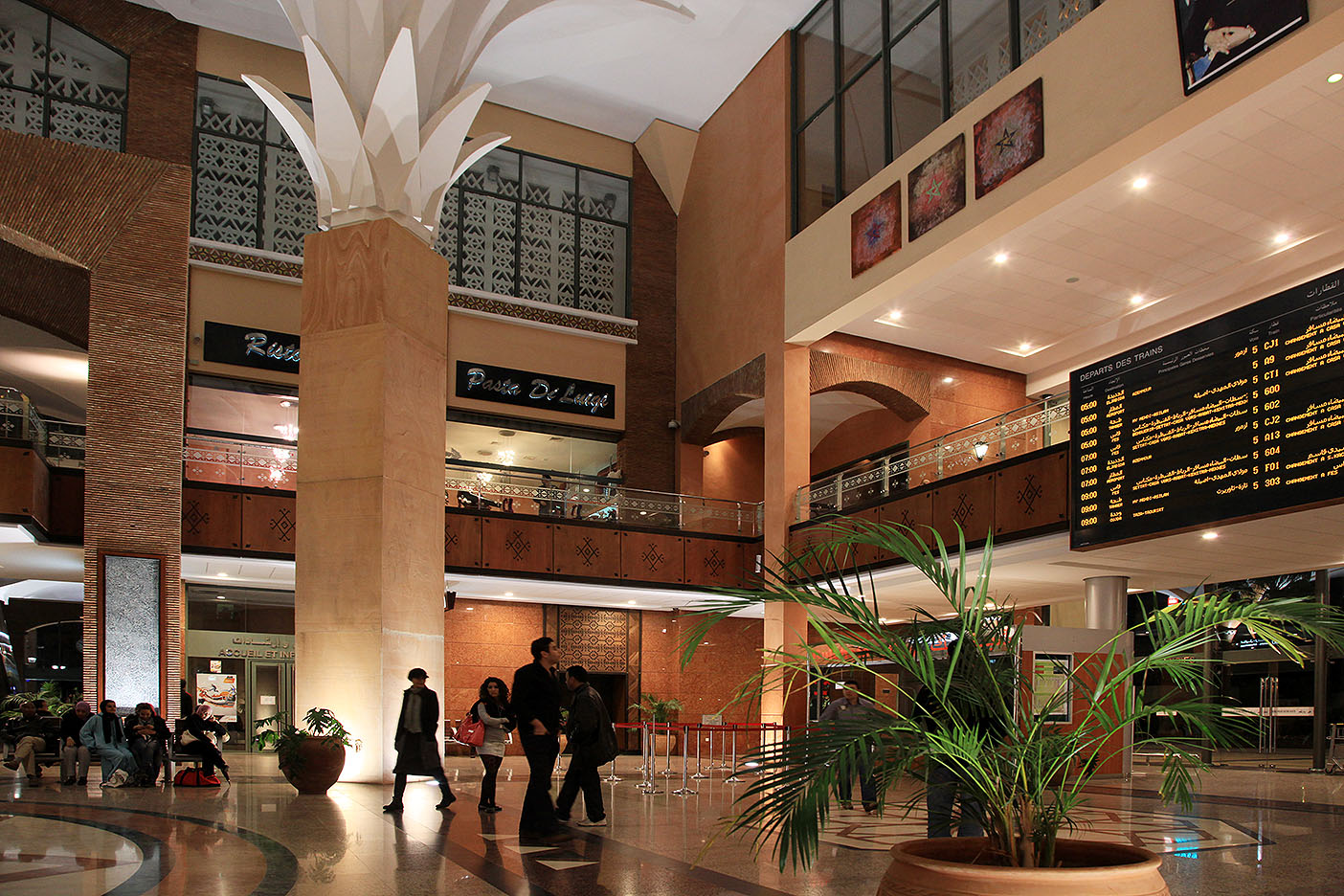
Interno della stazione
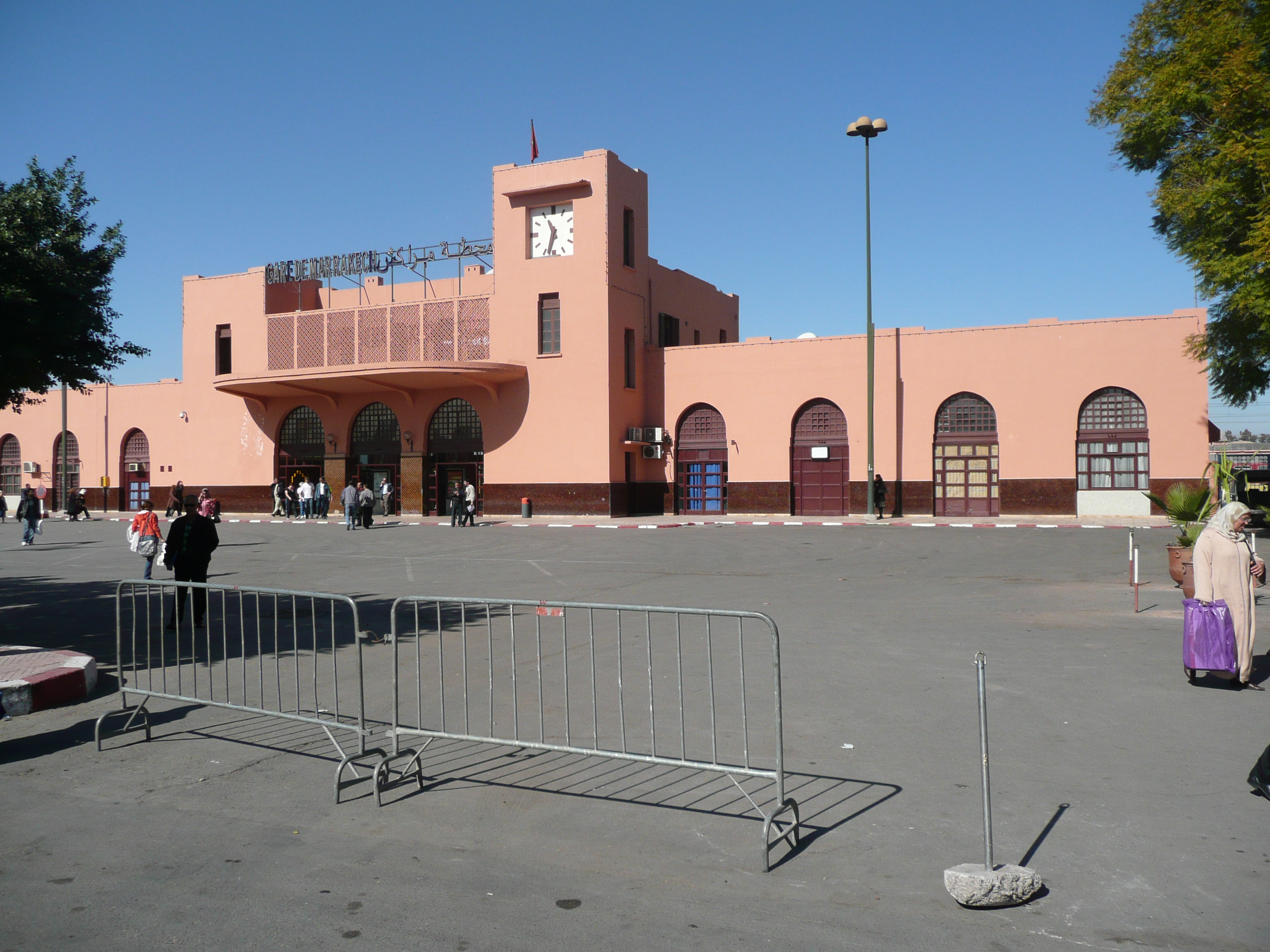
Stazione antica
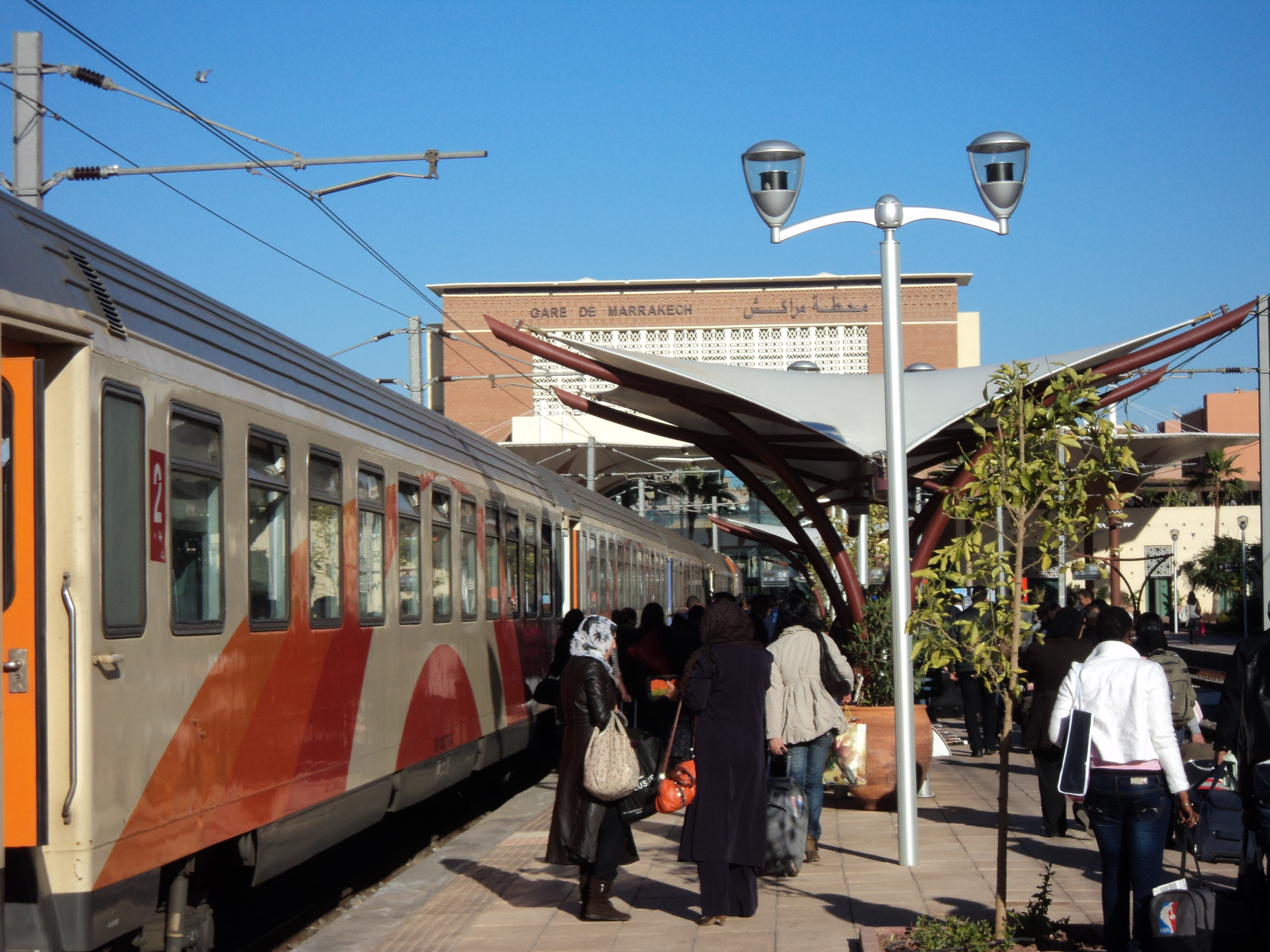
La stazione vista dalla banchina